# Karl Fischer (Fußballspieler)
Karl Fischer war ein estnischer Fußballspieler deutsch-baltischer Herkunft.

## Karriere
Karl Fischer spielte in seiner Vereinskarriere, von der nur das Jahr 1928 bekannt ist, beim Tallinna JK, mit dem er Meister wurde.
Im Juli 1928 debütierte Fischer in der Estnischen Nationalmannschaft im freundschaftlichen Länderspiel gegen Schweden, das in Tallinn ausgetragen wurde.
Im selben Jahr absolvierte er drei weitere Länderspiele, darunter zwei Partien während des Baltic Cup 1928, der in Estland stattfand. Bei der ersten Austragung dieses Turniers überhaupt spielte der als Angreifer agierende Fischer gegen Lettland und Litauen. Das letzte Spiel im Nationaltrikot absolvierte er im August 1928 gegen Finnland.

## Erfolge
mit dem Tallinna JK:
- Estnischer Meister: 1928